# Туссен, Анн-Доминик
Анн-Домини́к Туссе́н (фр. Anne-Dominique Toussaint; 26 марта 1959, Брюссель, Бельгия) — бельгийский режиссёр.

## Биография
Анн-Доминик Туссен выросла в Париже, куда её родители переехали из Бельгии. До начала кинематографической карьеры занималась исследованиями в области истории. В течение двух лет  являлась помощником режиссёра-постановщика Ариэль Зейтун. В 1989 году она основала продюсерские компании: Les Films de Tournelles со штаб-квартирой в Париже и Les Films — в Брюсселе.
В 2005 году Туссен основала компанию Les Films de Beyrouth.
Входила в состав международного жюри 37-го Международного кинофестиваля в Каире.
Жан-Филипп Туссен, брат Энн-Доминик, является режиссёром и писателем. Их отец, Ивон Туссен, журналист и писатель. Их мать, Моник, хозяйка книжного магазина.